# Valeri Zaharevici
Valeri Zaharevici (n. 14 august 1967, Bekabad⁠(d), Republica Sovietică Socialistă Uzbecă, URSS) este un scrimer rus, medaliat olimpic. A participat la 2 ediții ale Jocurilor Olimpice (1992, 1996) în care a câștigat o medalie de bronz.